# Malé Hincovo pleso
Malé Hincovo pleso (deutsch Kleiner Hinzensee, ungarisch Kis-Hincó-tó, polnisch Mały Staw Hińczowy oder Ignaczowy Staw) ist ein Bergsee (genauer ein Karsee) auf der slowakischen Seite der Hohen Tatra.
Er befindet sich im kleinen Kessel Satania dolinka unter dem Berg Satan, unterhalb der Schwelle des Talkessels Hincova kotlina, am oberen Ende des Tals Mengusovská dolina (deutsch Mengsdorfer Tal) und seine Höhe beträgt 1921 m n.m. Seine Fläche liegt bei 22.260 m², er misst 265 × 130 m und seine maximale Tiefe beträgt 6,4 m. Der See hat keinen oberirdischen Abfluss, gehört aber zum Einzugsgebiet des Poprad über den Quellfluss Hincov potok.
Zum Seeufer führt kein Wanderweg, ist aber vom blau markierten Wanderweg vom Bergsee Popradské pleso zum Sattel Vyšné Kôprovské sedlo gut zu sehen.